# Sulur
Sulur là một thị xã panchayat của quận Coimbatore thuộc bang Tamil Nadu, Ấn Độ.

## Địa lý
Sulur có vị trí 11°02′B 77°08′Đ / 11,03°B 77,13°Đ Nó có độ cao trung bình là 340 mét (1115 feet).

## Nhân khẩu
Theo điều tra dân số năm 2001 của Ấn Độ, Sulur có dân số 24.359 người. Phái nam chiếm 51% tổng số dân và phái nữ chiếm 49%. Sulur có tỷ lệ 78% biết đọc biết viết, cao hơn tỷ lệ trung bình toàn quốc là 59,5%: tỷ lệ cho phái nam là 83%, và tỷ lệ cho phái nữ là 72%. Tại Sulur, 9% dân số nhỏ hơn 6 tuổi.